# Teorema de Ado
En álgebra abstracta, el teorema de Ado afirma que toda álgebra de Lie L de dimensión finita sobre un cuerpo K de característica cero puede ser visto como un álgebra de Lie de matrices cuadradas con la operación del conmutador de matrices. Más exactamente, el teorema afirma que L admite una representación ρ sobre K, en un espacio vectorial de dimensión finita V, que es una representación fiel, por la que el álgebra L es isomorfa al conjunto de endomorfismos de V.
Mientras que para álgebras de Lie asociadas a los grupos clásicos no hay nada nuevo en esta afirmación, en el caso general se obtiene un resultado con mayores consecuencias. Aplicado al álgebra de Lie real de un grupo de Lie G, el teorema no implica que G admite una representación fiel (lo cual no es cierto en general), sin más bien que G siempre tiene una representación lineal que es un isomorfismo local con un grupo lineal. Este resultado fue demostrado en 1935 por Igor Dmitrievich Ado de la Universidad Estatal de Kazán, que era un estudiante de Nikolai Chebotaryov.
La restricción sobre la característica, fue suprimida más tarde por Kenkichi Iwasawa y Harish-Chandra (véase en las referencias Gerhard Hochschild para esta demostración más general).